# Newell Alexander
Newell Alexander (Borger, 20 settembre 1935) è un attore statunitense.
È sposato con l'attrice Rosemary Alexander dalla quale ha avuto cinque figli.

## Filmografia parziale

### Attore

#### Cinema
- Gimkana pazza (Flash and the Firecat), regia di Ferd Sebastian e Beverly Sebastian (1975)
- Zandalee, regia di Sam Pillsbury (1991)
- Questioni di famiglia (The Family Tree), regia di Vivi Friedman (2011)
- Easy Rider: The Ride Back, regia di Dustin Rikert (2012)
- I segreti di Osage County (August: Osage County), regia di John Wells (2013)

#### Televisione
- La casa nella prateria (Little House on the Prairie) - serie TV, episodio 8x11 (1981)
- La signora in giallo (Murder, She Wrote) - serie TV, episodio 7x11 (1991)
- Walker Texas Ranger – serie TV, episodio 5x09 (1996)
- Streghe (Charmed) - serie TV, episodio 3x21 (2001)
- Alias - serie TV, episodio 2x05 (2002)
- Giudice Amy (Judging Amy) - serie TV, episodio 3x15 (2002)
- Big Love - serie TV, episodi 1x07-1x08 (2006)
- Cold Case - Delitti irrisolti (Cold Case) - serie TV, episodio 7x05 (2009)
- Grey's Anatomy - serie TV, episodio 7x19 (2011)
- Justified - serie TV, episodio 3x05 (2012)
- Criminal Minds - serie TV, episodio 10x19 (2015)
- The Bar - serie TV, 5 episodi (2015)
- Just Add Magic - serie TV, episodio 1x03 (2016)

### Doppiatore

#### Cinema
- Il gobbo di Notre Dame II (2002) - voce

## Doppiatori italiani
Nelle versioni in italiano delle opere in cui ha recitato, Newell Alexander è stato doppiato da:
- Toni Orlandi in Big Love, Criminal Minds
- Romano Ghini in La signora in giallo
- Bruno Alessandro in Cold Case - Delitti irrisolti
- Emidio La Vella in Justified
- Luciano De Ambrosis ne I segreti di Osage County